# 芦村污水处理厂
31°31′42″N 120°19′51″E / 31.52839°N 120.33078°E
芦村污水处理厂，位于中华人民共和国江苏省无锡市滨湖区华庄街道，是江苏省最大的生活污水和工业废水的二级生化污水处理厂。

## 沿革
无锡芦村污水处理厂于1986年12月完成设计，设计单位为中国市政工程华北设计研究院，于1990年底竣工。该处理厂位于无锡京杭大运河江南运河段。1996年4月12日，中华人民共和国国务院召开太湖流域环保检查现场会，国务委员宋健率领200余人视察芦村污水处理厂。2002年7月1日，三期工程开工，总投资3.37亿元人民币，2003年底竣工完成，采取生物吸附曝气氧化法工艺，达到二级处理20万吨每天的规模，并解决梁溪河两侧、红星路、太湖大道等片区的生活与工业污水处理。